# Johann Baptist Krebs

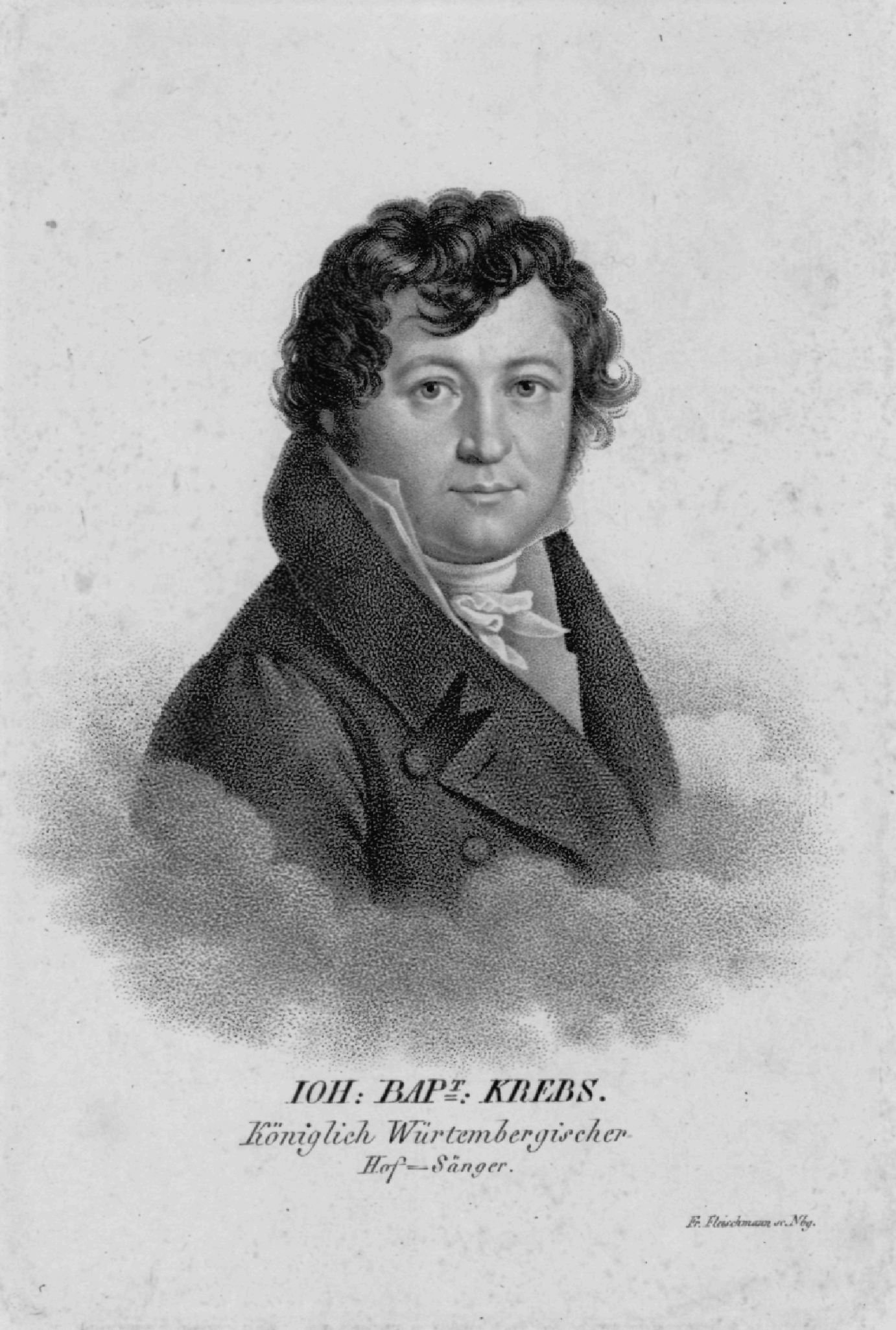
Johann Baptist Krebs.

Johann Baptist Krebs, född den 12 april 1774 i Villingen i Baden, död den 2 oktober 1851 i Stuttgart, var en tysk skriftställare, tonsättare och sångare. Han var fosterfar till Carl August Krebs.
Krebs lämnade sina teoretiska studier vid universitetet i Freiburg för att ägna sig åt musik, samt blev, efter sin debut i operan Litta, engagerad som hovsångare i Stuttgart, och slutligen direktör vid därvarande opera. Han stod, under flera år, i spetsen för ett eget institut i nämnda stad. Krebs utgav Aesthetik als Wissenschaft (ett verk som utkom i fria häften i Reutlingen hos Johann Conrad Maecken), flera avhandlingar om skådespelarkonsten med mera, berättelser och poem till tidskrifter samt oratorie- och operatexter. Han översatte flera italienska libretti. Krebs komponerade solo- och flerstämmiga sånger.